# Standesherr
Dans la Confédération germanique, un Standesherr (au pluriel : Standesherren ; littéralement : « seigneur de rang ») était le chef d'une ancienne maison princière ou comtale du Saint-Empire romain germanique dont les possessions avaient été médiatisées (voir : Liste des maisons allemandes médiatisées).

« Fürstenhut » : chapeau princier, utilisé pour couronner les armoiries des Standesherren princiers ainsi que comtaux.

La définition de ce groupe d'aristocrates, encore investis de certains privilèges dans la Confédération germanique de 1815 à 1866 et enfin dans l'Empire allemand jusqu'en 1918, était liée à leurs anciens privilèges constitutionnels dans le Saint Empire romain germanique. C'étaient les anciens princes du Saint-Empire et les anciens comtes du Saint-Empire, donc les anciens détenteurs du "vote viril" (vote individuel) au Conseil impérial des princes de la Diète d'Empire (Reichstag) et les anciens détenteurs du vote de groupe (vote du curiat) au Reichstag. Ce dernier groupe se composait principalement de maisons comtales régnantes qui depuis 1582 avaient été combinés dans les groupes de vote (curies) des quatre "bancs des comtes" du Conseil impérial des princes (à savoir l'Association des comtes de Wetterau et des Collèges impériaux des comtes de Souabe, de Franconie et du Bas-Rhin-Westphalie) jusqu'en 1806. En effet, à la suite de leur médiatisation, ces familles princières et comtales avaient reçu une confirmation de leur égalité du rang comme Standesherren selon l'Acte confédéral allemand avec les familles qui ont continué à régner dans la Confédération germanique de 1815 à 1866 et enfin dans l'Empire allemand jusqu'en 1918. Tout au long du XIXe siècle, certaines maisons comtales de l'ancien Saint-Empire romain germanique reçurent également le rang de prince titulaire par leurs nouveaux suzerains qui avaient pris possession de leurs territoires médiatisés.
Les Standesherren étaient principalement concentrés dans le sud et l'ouest de l'Allemagne, mais il y avait aussi un plus petit nombre dans d'autres parties de la Confédération allemande. Étant donné que les territoires des Standeherren ne coïncidaient pas toujours avec les frontières des États nouvellement formés, certains d'eux étaient également membres des premières chambres de divers États. Ainsi était par exemple le chef de la maison de Linange membre de la première chambre au grand-duché de Hesse et au grand-duché de Bade. De plus, ils jouissaient de la liberté militaire, mais en revanche, lorsqu'ils prenaient du service, ils étaient généralement immédiatement engagés comme lieutenants. Au niveau local, ils conservaient des pouvoirs judiciaires et exécutifs dans le domaine de leurs anciens territoires qui allaient bien au-delà de la juridiction patrimoniale normale de la noblesse. Outre les vestiges des anciens droits féodaux, les Standesherren nommaient les maires, les pasteurs et les instituteurs, ils possédaient l'autorité étatique de la police forestière et cynégétique et avaient un droit de regard sur les questions des communautés politiques. Il n'était pas rare qu'une fonction publique et un système judiciaire distincts existent indépendamment des autorités de l'État. Les Standesherren ont pu faire valoir ces droits très étendus jusqu'à la révolution de Mars 1848/1849. Avec cette révolution, les Standesherren perdirent en grande partie leurs droits particuliers, à l'exception de leur droit à un siège dans les premières chambres parlementaires. Rien ne change dans leur statut aristocratique et leur droit à un rang égal avec les maisons régnantes, mais ils perdent leurs droits privés de source féodale ("le fait du prince").
Les princes (« Fürst ») et leurs enfants, pour autant que ceux-ci disposent comme leur père d'un rang princier, sont qualifiés d'Altesse Sérénissime. Si les enfants du prince ne disposent que du rang comtal, on les qualifie d'Altesse Illustrissime, tout comme les chefs des maisons comtales, et leurs membres, figurant parmi les Standesherren. Cependant, chefs des maisons princières et chefs des maison comtales expriment pareillement leur rang en utilisant le chapeau princier (« Fürstenhut ») sur leurs armoiries.
Dans l'Almanach de Gotha, ces maisons médiatisées étaient répertoriées dans la deuxième section depuis 1876. Une division en trois sections (section I : souverains européens actuels et anciens, section II : anciennes maisons du Saint-Empire romain germanique et section III : princes titulaires européens) est également utilisée dans les ouvrages successifs de l'Almanach de Gotha de langue allemande, le Genealogisches Handbuch des Adels (GHdA, paru de 1951 à 2015) et le Gothaisches Genealogisches Handbuch (GGH, Manuel de généalogie de Gotha, édité depuis 2015 par la Maison d'édition des archives de la noblesse allemande, une institution créée en 1961 par « L'Union des associations de la noblesse allemande ») et est toujours en usage.
Les chefs de famille des maisons médiatisées (Standesherren) encore existantes sont membres de l'« Association des Standesherren allemands » créée en 1864. Chaque année, celle-ci organise un bal réunissant ses membres, les Standesherren et leur famille, ainsi que leurs invités. Depuis 2016, le président actuel de l'Association des Standesherren allemands est le prince Maximilien de Bentheim-Tecklembourg.

## Statut desStandesherren
Les privilèges que leur octroyait leur nouveau statut étaient définis par l'article 14 de l'Acte confédéral allemand (Deutsche Bundesakte) du 8 juin 1815 :
- Ils sont rangés dans le corps de la haute noblesse (Hochadel) ;
- Ils ont égalité de naissance (Ebenbürtigkeit) avec les maisons souveraines, de sorte que le mariage d'un souverain avec la fille d'un prince ou comte médiatisé n'est pas regardé comme morganatique et que les enfants issus d'un tel mariage peuvent succéder de plein droit ;
- Ils ont droit, "par la vertu de leur naissance", à un siège dans la première chambre parlementaire (Herrenhaus ; littéralement : « chambre des seigneurs ») de l'État ou des États suzerains – de la Confédération germanique puis les États de l'Empire allemand – dont relèvent leurs vastes domaines territoriaux ;
- Ils disposent avec leur famille de prérogatives, notamment, en matière fiscale ;
- Ils jouissent de la liberté de fixer un séjour illimité dans n'importe quel État de la Confédération germanique, dans la mesure où celui-ci est en paix avec leur[s] État[s] suzerain[s] ;
- Ils ont un for privilégié ;
- Ils sont exempts de service militaire ;
- Ils exercent la juridiction civile et criminelle en première instance sur leurs vassaux et, si leurs possessions sont considérables, ils l'ont aussi en seconde instance ;
- Ils ont sur leur domaine compétence en matière de police forestière et cynégétique ;
- Ils bénéficient également du droit d'inspection dans le domaine des affaires ecclésiastiques, des écoles et des fondations pieuses ;
- Ils conservent le droit de faire des pactes de famille et dispositions légales à l'égard de leur famille et de leurs biens, sous réserve de l'approbation du suzerain.

## Liste
| Maison                             | Maison | Maison | État | État | État | État | État | État | État | État | État | État |                 |
| Nom                                | Titre  | Rang   |      |      |      |      |      |      |      |      |      |      | Notes           |
| ---------------------------------- | ------ | ------ | ---- | ---- | ---- | ---- | ---- | ---- | ---- | ---- | ---- | ---- | --------------- |
| Arenberg (Aremberg)                | D      | P      |      | ×    |      |      | ×    |      |      |      |      |      | —               |
| Auersperg                          | P      | P      | ×    |      |      |      |      |      |      |      |      |      | —               |
| Bentheim                           | P      | P      |      |      |      |      | ×    |      |      |      |      |      | —               |
| Bentheim-Steinfurt                 | P      | P      |      | ×    |      |      |      |      |      |      |      |      | —               |
| Bentheim-Tecklenburg-Rheda         | P      | P      |      | ×    |      |      |      |      |      |      |      |      | —               |
| Castell                            | C      | C      |      |      | ×    |      |      |      |      |      |      |      | —               |
| Colloredo-Mansfeld                 | P      | P      | ×    |      |      |      |      | ×    |      |      |      |      | —               |
| Croÿ                               | D      | P      |      | ×    |      |      |      |      |      |      |      |      | —               |
| Dietrichstein                      | P      | P      | ×    |      |      |      |      | ×    |      |      |      |      | —               |
| Erbach-Erbach                      | C      | C      |      |      |      |      |      |      |      |      | ×    |      | —               |
| Erbach-Fürstenau                   | C      | C      |      |      |      |      |      |      |      |      | ×    |      | —               |
| Erbach-Schönberg                   | C      | C      |      |      |      |      |      |      |      |      | ×    |      | —               |
| Erbach-Wartenberg-Roth             | C      | C      |      |      | D    |      |      | ×    |      |      |      |      | —               |
| Esterházy                          | P      | P      | ×    |      | D    |      |      |      |      |      |      |      | —               |
| Fugger-Babenhausen                 | P      | P      |      |      | ×    |      |      |      |      |      |      |      | —               |
| Fugger-Glött                       | C      | C      |      |      | ×    |      |      |      |      |      |      |      | —               |
| Fugger-Kirchberg-Weiβenhorn        | C      | C      |      |      |      |      |      | ×    |      |      |      |      | —               |
| Fugger-Kirchheim                   | C      | C      |      |      | ×    |      |      |      |      |      |      |      | —               |
| Fugger-Nordendorf                  | C      | C      |      |      | ×    |      |      | ×    |      |      |      |      | —               |
| Fürstenberg                        | P      | P      |      |      |      |      |      | ×    | ×    |      |      |      | —               |
| Giech                              | C      | C      |      |      | ×    |      |      |      |      |      |      |      | —               |
| Harrach                            | C      | C      | ×    |      |      |      |      |      |      |      |      |      | —               |
| Hohenlohe-Kirchberg                | P      | P      |      |      |      |      |      | ×    |      |      |      |      | —               |
| Hohenlohe-Langenburg               | P      | P      |      |      |      |      |      | ×    |      |      |      |      | —               |
| Hohenlohe-Oehringen                | P      | P      |      |      |      |      |      | ×    |      |      |      |      | —               |
| Hohenlohe-Schillingsfürst          | P      | P      |      |      | ×    |      |      |      |      |      |      |      | —               |
| Hohenlohe-Waldenburg-Bartenstein   | P      | P      |      |      |      |      |      | ×    |      |      |      |      | —               |
| Hohenlohe-Waldenburg-Jaxtberg      | P      | P      |      |      |      |      |      | ×    |      |      |      |      | —               |
| Hohenlohe-Waldenburg-Waldenburg    | P      | P      |      |      |      |      |      | ×    |      |      |      |      | —               |
| Isenburg-Birstein                  | P      | P      |      |      |      |      |      |      |      | ×    | ×    |      | —               |
| Isenburg-Büdingen                  | C      | C      |      |      |      |      |      |      |      |      | ×    |      | —               |
| Isenburg-Büdingen-Meerholz         | C      | C      |      |      |      |      |      |      |      |      |      |      | —               |
| Isenburg-Büdingen-Wächtersbach     | ?      | ?      |      |      |      |      |      | ×    |      |      |      |      | —               |
| Isenburg-Meerholz                  | C      | C      |      |      |      |      |      |      |      | ×    | ×    |      | —               |
| Isenburg-Philippshein              | C      | C      |      |      |      |      |      |      |      |      | ×    |      | —               |
| Isenburg-Wächtersbach              | C      | C      |      |      |      |      |      |      |      | ×    | ×    |      | —               |
| Kaunitz-Rietberg                   | P      | P      | ×    | ×    |      |      |      |      |      |      |      |      | —               |
| Khevenhüller (-Metsch)             | P      | P      | ×    |      |      |      |      |      |      |      |      |      | —               |
| Königsegg-Aulendorf                | C      | C      |      |      |      |      |      | ×    |      |      |      |      | —               |
| Kuefstein                          | C      | C      | ×    |      |      |      |      |      |      |      |      |      | —               |
| Leiningen (Linange)                | P      | P      |      |      | ×    |      |      |      | ×    |      | ×    |      | —               |
| Leiningen-Billigheim               | C      | C      |      |      |      |      |      |      | ×    |      |      |      | —               |
| Leiningen-Neudenau                 | C      | C      |      |      |      |      |      |      | ×    |      |      |      | —               |
| Leiningen-Westerburg               | C      | C      |      |      |      |      |      |      |      |      | ×    |      | —               |
| Leyen                              | P      | P      |      |      |      |      |      |      | ×    |      | \|   |      | —               |
| Limburg-Styrum                     | C      | C      |      | x    |      |      |      |      |      |      |      |      | Absent du Gotha |
| Lobkewitz                          | P      | P      | ×    |      |      |      |      |      |      |      |      |      | —               |
| Looz-Corswarem                     | D      | P      |      | ×    |      |      | ×    |      |      |      |      |      | —               |
| Löwenstein-Wertheim                | P      | P      |      |      |      |      |      |      | ×    |      |      |      | —               |
| Löwenstein-Wertheim-Freudenberg    | P      | P      |      |      | ×    |      |      | ×    |      |      | ×    |      | —               |
| Löwenstein-Wertheim-Rosenberg      | P      | P      |      |      | ×    |      |      | ×    |      |      | ×    |      | —               |
| Metternich                         | P      | P      | ×    |      |      |      |      |      |      |      |      |      | —               |
| Neipperg                           | C      | C      |      |      |      |      |      |      | ×    |      |      |      | —               |
| Neuleiningen-Westerburg            | C      | C      |      |      |      |      |      |      |      |      |      | ×    | —               |
| Oettingen-Spielberg                | P      | P      |      |      | ×    |      |      | ×    |      |      |      |      | —               |
| Oettingen-Wallerstein              | P      | P      |      |      | ×    |      |      | ×    |      |      |      |      | —               |
| Ortenburg                          | C      | C      |      |      | ×    |      |      |      |      |      |      |      | —               |
| Pappenheim                         | C      | C      |      |      | ×    |      |      |      |      |      |      |      | —               |
| Platen-Hallermund                  | C      | C      |      |      |      |      | ×    |      |      |      |      |      | —               |
| Plettenberg-Mietingen              | C      | C      |      |      |      |      |      | ×    |      |      |      |      | —               |
| Pückler-Limpurg                    | C      | C      |      |      |      |      |      | ×    |      |      |      |      | —               |
| Quadt-Isny                         | C      | C      |      |      |      |      |      | ×    |      |      |      |      | —               |
| Rechberg                           | C      | C      |      |      |      |      |      | ×    |      |      |      |      | —               |
| Rechtren-Limpurg                   | C      | C      |      |      | ×    |      |      |      |      |      |      |      | —               |
| Rosenberg                          | P      | P      | ×    |      |      |      |      |      |      |      |      |      | —               |
| Salm-Salm                          | P      | P      |      | ×    |      |      |      |      |      |      |      |      | —               |
| Salm-Kyrburg                       | P      | P      |      | ×    |      |      |      |      |      |      |      |      | —               |
| Salm-Horstmar                      | P      | P      |      | ×    |      |      |      |      |      |      |      |      | —               |
| Salm-Reifferscheid-Krautheim       | P      | P      |      |      |      |      |      |      | ×    |      |      |      | —               |
| Salm-Reifferscheid-Krautheim-Raitz | P      | P      | ×    |      |      |      |      |      |      |      |      |      | —               |
| Salm-Reifferscheid-Raitz           | ?      | ?      | ×    |      |      |      |      |      |      |      |      |      | —               |
| Sayn-Wittgenstein-Berleburg        | P      | P      |      | ×    |      |      |      |      |      |      |      |      | —               |
| Sayn-Wittgenstein-Hohenstein       | P      | P      |      | ×    |      |      |      | ×    |      |      |      |      | —               |
| Schäsberg-Tannheim                 | C      | C      |      |      |      |      |      | ×    |      |      |      |      | —               |
| Schlitz                            | C      | C      |      |      |      |      |      |      |      |      | ×    |      | —               |
| Schönborn                          | C      | C      |      |      | ×    |      |      |      |      |      |      |      | —               |
| Schönborn-Buchheim                 | C      | C      | ×    |      | ?    |      |      |      |      |      |      |      | —               |
| Schönburg                          | ?      | ?      |      |      |      | ?    |      |      |      |      |      |      | —               |
| Schönburg-Hartenstein              | P      | P      | ×    |      |      | ?    |      |      |      |      |      |      | —               |
| Schönburg-Waldenburg               | P      | P      | ×    |      |      | ?    |      |      |      |      |      |      | —               |
| Schwarzenberg                      | P      | P      | ×    |      | D    |      |      | ×    |      |      |      |      | —               |
| Solms-Braunfels                    | P      | P      |      | ×    |      |      |      | ×    |      |      | ×    |      | —               |
| Solms-Laubach                      | C      | C      |      |      |      |      |      |      |      |      | ×    |      | —               |
| Solms-Lich                         | P      | P      |      |      |      |      |      |      |      |      | ×    |      | —               |
| Solms-Lich und Hohen-Solms         | P      | P      |      | ×    |      |      |      |      |      |      |      |      | —               |
| Solms-Rödelheim                    | C      | C      |      |      |      |      |      |      |      | ×    | ×    |      | —               |
| Solms-Wildenfels                   | C      | C      |      |      |      |      |      |      |      |      | ×    |      | —               |
| Stadion                            | C      | C      | ×    |      | D    |      |      |      |      |      |      |      | —               |
| Stadion-Stadion-Thannhausen        | C      | C      |      |      |      |      |      | ×    |      |      |      |      | —               |
| Starhemberg                        | P      | P      | ×    |      |      |      |      |      |      |      |      |      | —               |
| Sternberg-Manderscheid             | C      | C      | ×    |      |      |      |      | ×    |      |      |      |      | —               |
| Stolberg-Gedern                    | C      | C      |      |      |      |      |      |      |      |      | ×    |      | —               |
| Stolberg-Ortenberg                 | C      | C      |      |      |      |      |      |      |      |      | ×    |      | —               |
| Stolberg-Rosla                     | C      | C      |      | ×    |      |      |      |      |      |      |      |      | —               |
| Stolberg-Stolberg                  | C      | C      |      | ×    |      |      | ×    |      |      |      |      |      | —               |
| Stolberg-Wernigerode               | C      | C      |      | ×    |      |      | ×    |      |      |      |      |      | —               |
| Törring-Gutenzell                  | C      | C      |      |      |      |      |      | ×    |      |      |      |      | —               |
| Trauttmansdorff                    | P      | P      | ×    |      |      |      |      |      |      |      |      |      | —               |
| Thurn und Taxis                    | P      | P      |      |      | ×    |      |      | ×    |      |      |      |      | —               |
| Waldbott-Bassenheim                | C      | C      |      |      | ×    |      |      | ×    |      |      |      | ×    | —               |
| Waldburg-Wolfegg-Waldsee           | P      | P      |      |      |      |      |      | ×    |      |      |      |      | —               |
| Waldburg-Wurzach                   | P      | P      |      |      | D    |      |      |      |      |      |      |      | —               |
| Waldburg-Zeil-Trauchburg           | P      | P      |      |      | D    |      |      | ×    |      |      |      |      | —               |
| Waldburg-Zeil-Wurzach              | P      | P      |      |      |      |      |      | ×    |      |      |      |      | —               |
| Waldeck und Pyrmont                | C      | C      |      |      |      |      |      | ×    |      |      |      |      | —               |
| Wied                               | P      | P      |      | ×    |      |      |      |      |      |      |      | ×    | —               |
| Windisch-Graetz                    | P      | P      | ×    |      |      |      |      | ×    |      |      |      |      | —               |
| Wurmbrand                          | C      | C      | ×    |      |      |      |      |      |      |      |      |      | —               |